# Carmen Absolonová
Carmen Absolonová (* 5. Mai 1995 in Bratislava) ist eine slowakische Fußballspielerin.

## Karriere

### Verein
Absolonová startete ihre Karriere im Alter von fünf Jahren beim ŠK Slovan Bratislava. Sie rückte am 5. September 2011 in die Seniorenmannschaft des ŠK Slovan Bratislava auf, verließ sie den Verein am 2. August 2011 auf Leihbasis zum englischen Zweitligisten Wyberton Ladies FC verließ. Am 30. Mai 2012 kehrte sie zu Slovan zurück und wechselte erneut auf Leihbasis den Verein, diesmal ging es zum Stadtrivalen Lady Team Bratislava. Im Sommer 2013 kehrte sie zum ŠK Slovan Bratislava zurück.

### Nationalmannschaft
Absolonová ist aktuelle A-Nationalspielerin für die Slowakische Fußballnationalmannschaft der Frauen und gab bereits im Alter von nur 17 Jahren, am 27. Oktober 2013 ihr A-Länderspiel-Debüt in der WM-Qualifikation gegen die Kroatische Fußballnationalmannschaft der Frauen.